# フロート車

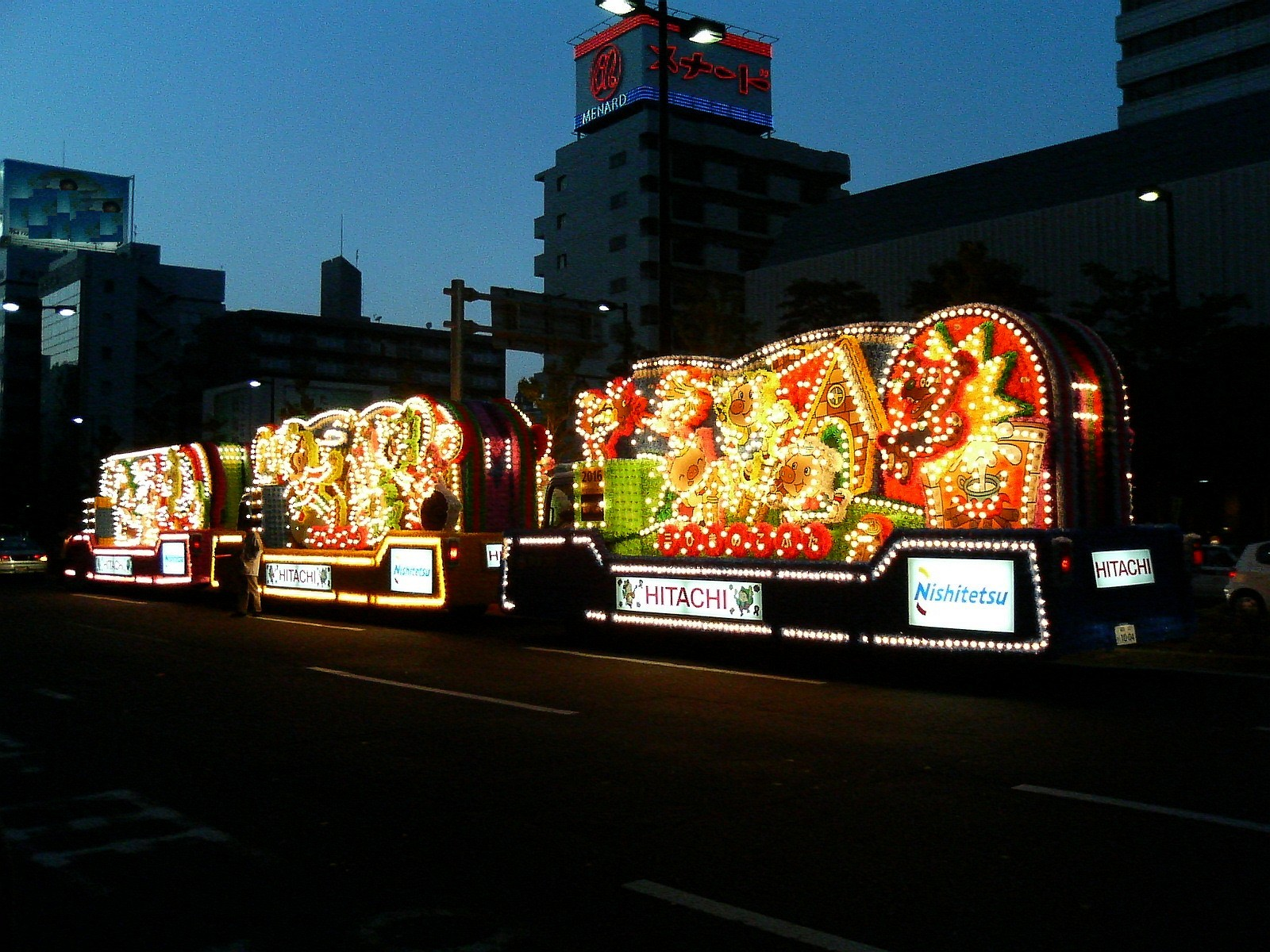
博多どんたくの花自動車

フロート車（フロートしゃ）、あるいは、単にフロート、パレードフロートとは、乗り物の上に飾り付けをされて造られるか、または飾り付けをされた台車を乗り物で牽引したもの。パレードなどで使用される。
ニューオーリンズ・マルディグラなどが有名。
日本では東京ディズニーリゾートやユニバーサル・スタジオ・ジャパンのパレードショーで使用されている。また、博多どんたくでの「花自動車」のように、路面電車の廃止により花電車から自動車へ移行した事例も存在する。

## 歴史
中世ヨーロッパにおいて、キリスト教会がキリスト受難劇を巡行公演する際の移動舞台として使用されはじめた。
聖体祭（Corpus Christi）で演じられる「コーパス・クリスティ」（Corpus Christi）（神秘劇を参照）に使用されるものは、総上演時間20時間、数日かけて上演することもあり、最大48台のフロートが使用されたこともある。
「フロート」の呼称は、初期のフロートが運河に浮かぶ艀であり、これにロープをつないで、河岸のパレード参加者が引っ張って移動したことに由来する。